# Pesca subacquea

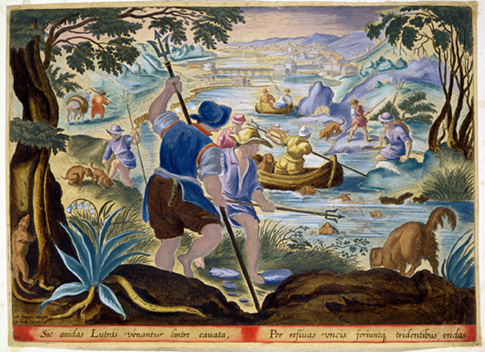
Antico dipinto che rappresenta la pesca con le fiocine

La pesca subacquea è un'attività di pesca effettuata con tecniche di immersione sia in apnea (pesca subacquea in apnea) che con l'ausilio di sistemi ed apparati di respirazione (Immersione subacquea). Può essere effettuata con attrezzi e strumenti diversi come retini, raffi, ganci, rastrelli e con il fucile subacqueo ed è, a seconda dei casi, effettuata con finalità di carattere sportivo o commerciale; nel secondo caso prende il nome di pesca subacquea professionale. La pesca subacquea sportiva oggi viene effettuata esclusivamente in apnea, è stata un'attività che a partire dagli anni cinquanta ha stimolato e contribuito allo sviluppo di tutte le attività subacquee moderne. Inizialmente veniva svolta sia in apnea sia con le bombole, e negli anni settanta la Sardegna, e in seguito tutte le regioni italiane, hanno vietato l'uso degli apparecchi di respirazione consentendola esclusivamente per quella professionale.
Può essere svolta sia in acque salate che in acque dolci, quindi mare, fiume e lago. La finalità è quella di catturare o raccogliere specie ittiche commestibili, quindi pesci, crostacei, molluschi, bivalvi, echinodermi, coralli e spugne.
È una delle specialità o variazione delle attività subacquee ed è tra queste l'unica ad avere in Italia una legge specifica di regolamentazione.